# Cosmosoma bura
Cosmosoma bura är en fjärilsart som beskrevs av Herrich-Schäffer 1854. Cosmosoma bura ingår i släktet Cosmosoma och familjen björnspinnare. Inga underarter finns listade i Catalogue of Life.